# Nyktynastia
Nyktynastia (gr. nyktós ‘noc’) – reakcja ruchowa organów roślinnych, tzw. ruchy senne, na które wpływ ma fitochrom. W ciągu dnia liście są ustawione poziomo, co zapewnia optymalne pochłanianie światła, natomiast w nocy opuszczają się lub podnoszą do góry, ustawiając się prostopadle w stosunku do ich dziennej pozycji. Ruchy senne są niezależne od 24-godzinnego, dobowego rytmu ziemskiego. Jeżeli umieści się roślinę w stałej ciemności lub w stałym świetle, ruchy te zachodzą nadal, jednak w rytmie zbliżonym do 23 godzin.